# Xystrota volucrata
Xystrota volucrata là một loài bướm đêm trong họ Geometridae.